# California State University, Monterey Bay

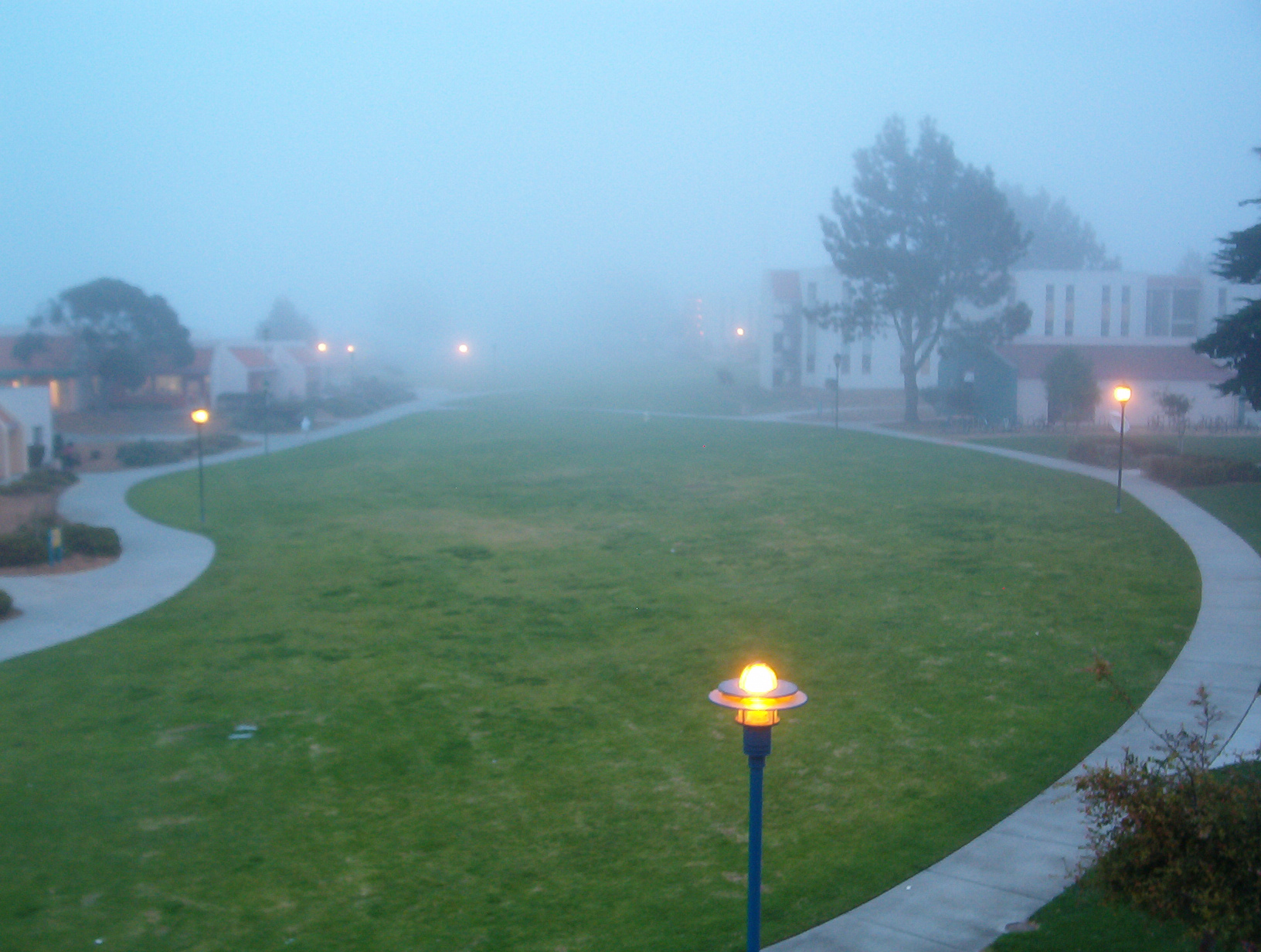
Der Kampus bei Nebel

Die California State University, Monterey Bay (auch CSUMB oder Cal State Monterey Bay genannt) ist eine staatliche Universität in Seaside im US-Bundesstaat Kalifornien. Die Hochschule wurde 1994 gegründet. Sie ist Teil des California-State-University-Systems. Derzeit sind an der Cal State Monterey Bay 3.773 Studenten eingeschrieben.
Die Sportteams der California State University, Monterey Bay sind die Otters. Die Hochschule ist Mitglied in der California Collegiate Athletic Association.